# La rondine

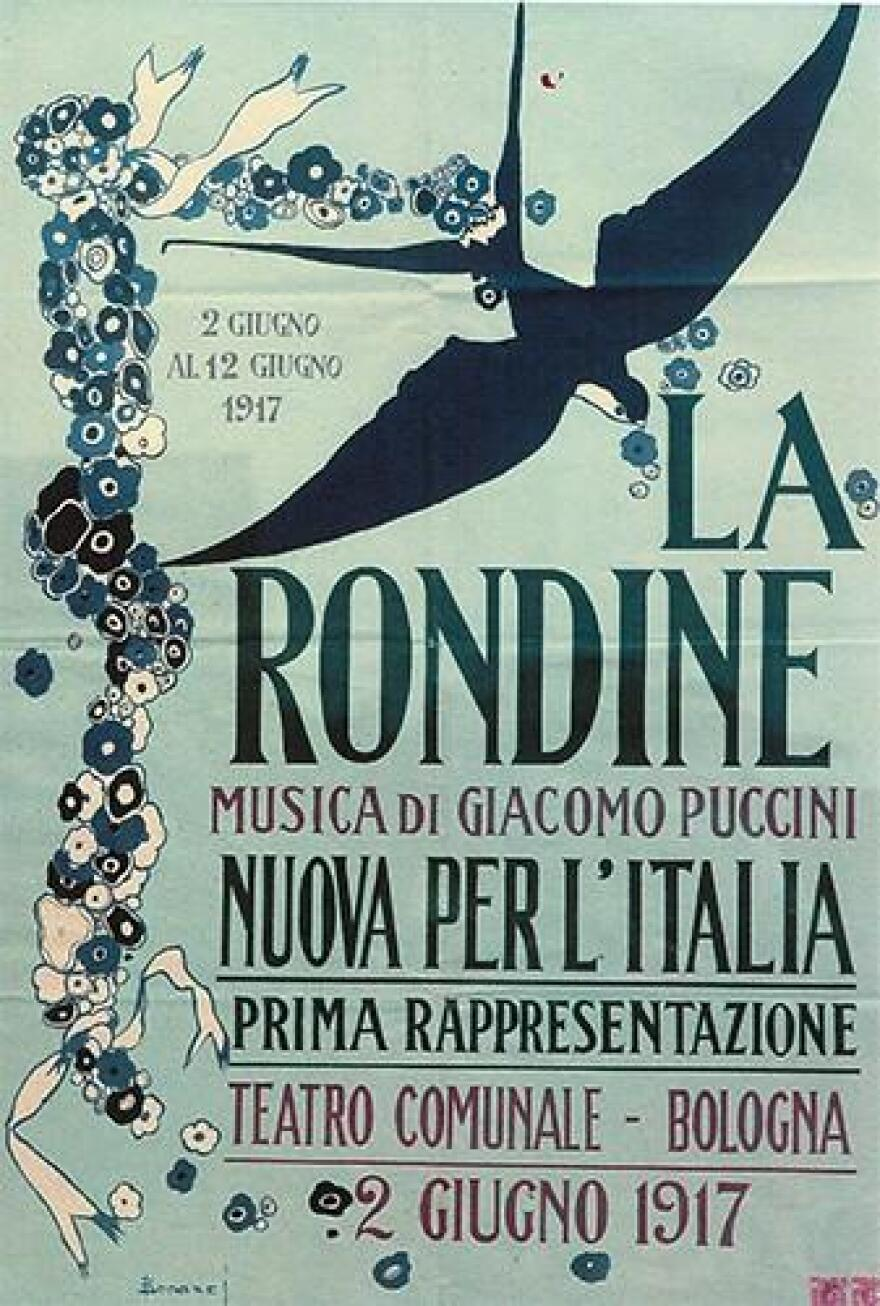
poster van de Italiaanse première

La rondine (de zwaluw) is een opera in drie bedrijven van Giacomo Puccini op een Italiaans libretto van Giuseppe Adami, gebaseerd op een libretto van Alfred Maria Willner en Heinz Reichert. De première vond plaats in het  Grand Théâtre de Monte Carlo (ook bekend onder de naam: Théâtre du Casino) in Monte Carlo op 27 maart 1917.

## Overzicht
In oktober 1913 vroegen de directeuren van het Weense Carltheater Puccini een operette te componeren. Na de bevestiging dat het ook de vorm van een doorgecomponeerde "komische opera" zoals Rosenkavalier kon zijn, maar dan alleen meer onderhoudender en essentiëler" stemde hij toe. Na twee jaar vorderde het werk maar langzaam. Als gevolg van het uitbreken van de Eerste Wereldoorlog werd het contract herzien, en gaf de directie in Wenen de première van het werk vrij. Monte Carlo werd als neutraal terrein uitgekozen voor de eerste voorstelling.
In Italië probeerde Puccini de rechten aan zijn uitgever Tito Ricordi te verkopen, maar die wilde ze niet hebben. Zijn rivaal, Renzo Sonzogno, verkreeg zo de rechten van een opera van Italië's beroemdste levende componist, maar ondanks de artistieke waarde van de partituur was La rondine een van Puccini's minst succesvolle opera’s.
La rondine vertoont enige gelijkenis met Verdi's La traviata en een criticus noemde het zelfs La traviata voor de arme man". Beide opera’s handelen namelijk over een courtisane die verliefd wordt en die met de man in kwestie naar een huis in Frankrijk vertrekt. Een andere overeenkomst is inmiddels dat de sopraan Angela Gheorghiu beide rollen heeft gezongen.

## Rolverdeling
- Magda de Civry - sopraan
- Lisette, haar dienstbode - sopraan
- Ruggero Lastouc - tenor
- Prunier, een dichter - tenor
- Rambaldo Fernandez, Magda's beschermheer - bariton
- Périchaud - bariton of bas
- Gobin - tenor
- Crébillon – bas/bariton
- Rabonnier - bariton
- Yvette - sopraan
- Bianca - sopraan
- Suzy - mezzosopraan
- Een butler - bas
- Een stem - sopraan
- Leden van de bourgeoisie, studenten, schilders, elegant geklede dames en heren, grisettes, bloemenmeisjes en danseressen en kelners - koor

## Geselecteerde opname
- La rondine - Anna Moffo, Daniele Barioni, Graziella Sciutti, Piero de Palma, Mario Sereni - RCA Italiana Opera koor en orkest onder leiding van Francesco Molinari-Pradelli - RCA Victor (1966)